# Октябрьское (Полесский район)
Октябрьское — поселок в Полесском районе Калининградской области.

## География
Находится в северной части Калининградской области на расстоянии приблизительно 27 км на восток по прямой от административного центра района города Полесск.

## История
Населенный пункт назывался ранее Панцерлаукен (до 1938 года), Панцерфельде (до 1946 года). В составе Полесского района с 2008 по 2016 год входил в состав Залесовского сельского поселения.

## Население
Численность населения: 43 человека (русские 72 %) в 2002 году, 29 в 2010.